# Literatura georgiana
La literatura georgiana és la literatura feta en georgià a l'actual Geòrgia.

## Primeres mostres
Les principals mostres de literatura popular georgiana són el teatre de màscares Berikova (carnaval) i Qaenoba (quaresma), així com les urmuli (Cançons de carreters). Els svanets tenen molts càntics relacionats amb el ferrater Dadijani que viu al Jalbus (Elbrus).
Les primeres inscripcions georgianes més antigues daten del 433, i foren trobades a Bakura i Gri-Ormizda (Palestina), i a les cel·les del monestir de Betlem (Israel); més tard se'n trobaren a territori georgià, a Bolnisi de Sioni (493-494). I del segle V és el primer text literari georgià, Tsamebay tsmidisa Shushanikisi dedoplisay (El martiri de Santa Shushanik, 480), de Iakob Tsurtateli, i en el segle VI un autor anònim compongué Tsamebay tsmidisa Evstatk Mtskheteli (El martiri d'Evstati de Mkskheta). Es va crear una escola de retòrica i filosofia a Phasis (Poti), on hi ensenyaren mestres grecs.
Per altra banda, entre els segles vii i viii, fou traduïda la Bíblia al georgià, i també s'hi escriviren vides de sants i sermons del bisbe Ioann de Bolnissi i de capellans grecs (Gregori de Nissa, Gregori de Nazianz, Joan Crisòstom o Basili el Gran), així com el traductor Seith Thargamni (s. VIII-IX) a Palestina i el bisbe de Mayuma (Palestina, Sant Pere Murvanos o Petrus Iberus (mort el 488 o el 513). S'ha trobat antics manuscrits en georgià als monestirs d'Iviron, al Mont Atos (Macedònia), fundat el 979, i al monestir georgià de Santa Caterina del Sinaí (Palestina).

## L'Edat Mitjana
En el segle ix el poder i la cultura de Kartli seran un dels factors de consolidació nacional. Ioane-Zosimé (mort el 978) compongué el Kebay da didebay kartulisa enisay (Elogi de la llengua georgiana), una de les primeres gramàtiques de la llengua. Georghi Merchuli va compondre Vida de Sant Gregori Khandztekli. I durant aquest segle es crearan els importants centres de traducció i còpia de manuscrits als monestirs de Xatberdi i Opitza, on traduïren del llatí i del grec, i traduïren a aquests idiomes la primera obra profana georgiana, La saviesa de Balavar. També destacaren Ekhthime Mthatzmindeli (950-1028), traductor de texts grecs i d'una versió de la Bíblia; Efren Mtsire (El jove, 1027-1100), Arseni Vachesde-Iqalthoeli (1075-1130), l'autor d'himnes Mikhael Modrekili (s. X), Giorgi Mtatsmindeli ("de la muntanya santa", 1014-1066), Giorgi Khutsesmonazoni, i Georgi Afonski (1009-1065), traductor de clàssics grecs al georgià.
El neoplatònic Ioane Patridsi Chirchimeli (m. 1125) fundà l'escola filosòfica georgiana i fou deixeble dels romans d'Orient Miquel Psellus i Joan Italus. El drama georgià Vis Ramiani (Vis i Ramian) fou adaptat en el segle xii per Sargis T'mogveli d'un cicle iranià similar a la de Romeu i Julieta; l’Amiran-Darejaniani (Romanç d'Armiran i Darijan) és un cicle de contes d'aventures fantàstiques (el Prometeu georgià), atribuïts a Moses Khoneli. També foren importants Grigori Xahrukhadze, autor de l'epopeia Tamariani, dedicada a la reina Thamar. Endemés, Ioane Xavteli (fl. 1184-1213) va compondre odes a Thamar i Davit a l’Abdul-Messiani.
Però el més destacat del període medieval fou, per una banda, Shota Rustaveli (1167-1237), poeta i tresorer de la cort de Thamar de Geòrgia, autor de l'epopeia de 1.500 versos Vepqis Tqaosani (El cavaller de la pell de tigre), que representa un himne a la vida, a l'amistat i una professió de fe en l'home i en Déu, que fon l'idealme occidental, sagacitat oriental i el tarannà georgià, i que és considerada com a la gran obra de la literatura georgiana. Per l'altra, la crònica Kartlis Chkoureba (La vida d'Ibèria), història de Georgia composta per Leonti Mroveli on recull les llegendes de Sant Ninus i Vakhtang Gorgassali, i llibre de costums on descriu els òrgans de govern. Consta de tres llibres: Tskhoureba karvelta mepeta (Vida dels reis georgians), Tsemeba tsmidisa da dibebulisa mtsamisa Archilisi (Martiri del sagrat i noble màrtir Archil) i Juanscher's tskhoureba da mokalekoba Vakhtang Gorgalisa (Vida i regnat de Vakhtang Gorgassali). Més tard, en els segles xi i xii, aparegueren dues obres més, la Tskhoureba da utseqeba Bagrationanta (Vida dels reis Bagrations) de Sumbat Davitisdze, i Tskhoureba mepet-mepisa Davitisi (Vida del rei de reis David).

## Edat moderna
El primer llibre georgià imprès fou un diccionari georgià-italià, imprès en una impremta georgiana a Roma el 1629. En els segles xvii i XVIII destacarien els anònims Algusiani (Cant del rei Algus), Rostomiani, Sirinosiani i els dotze contes Russoudiani; el rei Teimuraz I de Kartli (1589-1633), traductor del Leyla da Mekhnum al georgià i autor del poema Tsemeba Ketevan dedoplisa (Patiments de la reina Ketevan); el rei Vakhtang V (1659-1676) també va compondre els Kartlis Moambé (Annals Georgians), de caràcter científic i que volien edificar la memòria col·lectiva a travé de les tradicions orals georgianes; el també rei Artxil d'Imerècia (1647-1713), autor dels obres il·lustrades Sakartvelos Zneobani (Costums georgians), Dabaaseba Katsisa da soplisa (Argument entre l'home i el món), Dabaaseba Teimurazisa da Rustavelisa (Argument entre Teimuraz i Rustaveli) i els Artshiliani (poemes); Vakushti Bagration (1695-1772), fill de Vakhtang VI, historiador i geògraf compongué La descripció de Georgia; el cronista Sekhnia Chkheidze; el monjo Sulkhan-Saba Orbeliani (1658-1728), amb Sitquiskona (Diccionari georgià), primera gramàtica i lèxic georgians moderns, així com el llibre de caràcter filosòfic Dsigni Sibrzne-Sikruisa (Llibre de la Saviesa i la Mentida), i Mogzavroba Evropashi (Viatge a Europa). Josif Tbilebi compongué l'èpic Did Muraviani (s. XVIII), biografia de l'heroi Saakadze, que desenvolupa el tema central de la literatura georgiana: Prometeu encadenat, símbol del país esclavitzat i que es vol alliberar. Finalment, cal destacar eIs il·lustrats Bessarion Gabashvili Besiki (1750-1791) Davit Guramixvili (1705-1792), autor d'una Enciclopèdia Georgiana i el poema Davitiani (1774) de 8.000 versos, que no serà publicat fins al 1870, i que s erà considerat com al precursor del renaixement georgià del segle xix.

## Elseglexix
L'inici del resorgiment el va dur a terme el capellà Ioané Bagrationi (1768-1830), qui va fer el compendi enciclopèdic Kalmasoba (Collita, 1813-1828). Això i l'educació a Sant Petersburg ajudaren a sorgir una generació d'autors nous influïst pels corrents occidentals, com Aleksandr Txavtxavadze (1786-1846), poeta romàntic fill d'un príncep de Kakhètia, considerat l'Anacreont georgià; Giorgi Eristhavi (1811-1864), fundador del teatre modern georgià amb comèdies satíriques publicades a Tsiskari (L'alba, 1852); Lavrenti Ardaziani (1815-1870) amb novel·la realista Evgeni Tzagareli, Ioane Matxaveli (1854-1898), traductor de William Shakespeare; Ioseb Gigrashvili (1889-1965) poeta; el novel·lista Grigol Rtxivlaixvili, Nikoloz Lomauri, David Kldiaixvili. Alguns d'ells s'agruparen al voltant del diari Droeba (Temps), i formaren el primer grup literari important, anomenat Pirvali Dasi (Primer Cercle); el més destacat fou Nikoloz Baratashvili (1817-1845), poeta romàntic autor de Merani (Pegàs, 1842), Suli ovoli (Ànima solitària, 1839) i Bedi Kartlisa (Destí de Georgia, 1839); Daniel Txonkadze (1830-1860) amb Suramis tsikhe (El castell de Suram); Grigol Orbeliani (1800-1883), poeta romàntic; i els capitosts del grup, Vakhtanj Orbeliani (1812-1890), nebot d'Irakli II de Kartli i Kakhètia, amb Imidi (Esperança) i el més compromès de tots, Ilià Txavtxavadze (1837-1907) autor de Kaçia adamiani (Això és un home ?, 1863), Glkikhis naamxobi (El conte del comptador), Gandeghili (l'ermità) i la novel·la El llac de Basaleti.
El 1881 es va editar la revista literària Imidi (Esperança) del naturalista Mikhail Gurxenidze, i on hi publicaren Grigol Volski, Dominika Mdivani, Dubu Megreli, Grigol Abashidze, Eudoshvili i Iosif Grishashvili. Al voltant, i influïts pel populisme rus d'Herzen i altres, es formaria el grup Meore Dasi (Segon cercle), on hi destacarien els prínceps imeretis Giorgi Tsereteli (1842-1900) amb les novel·les Teymuraz Bagrationi, Bagrat el gran (1894) i El primer pas (1890), i fundà la revista Kvali; el seu germà Akaki Tsereteli (1840-1915) autor de Medea (1894), Torniké eristhavi (El duc Thornic, 1884), Suliko (1895) i El punyal; Alexander Qazbeghi (1848-1893) autor d’Elguzha (1881), i el crític literari Rapo Eristhavi (1824-1901).

## El segle XX
Entre els autors del començament del segle destacaren en primer lloc els membres del grup simbolista Tsisperi kantsebi (Banyes blaves), autors de l'antologia polètica del mateix títol, publicada el 1916-1919, amb els poetes Pavlo Iashvili (1894-1937), suïcidat a la presó, Titsian Tabidze (1895-1937), executat per Stalin, autor dels poemes Rionporti (El port de Rion, 1928) i Samshoblo (Pàtria, 1936); el poeta Galaktion Tabidze (1892-1952), amb el recull Galaktion Tabidzis zhurnali (1922-1923); Valerian Gaprindashvili (1889-1941), Grigol Robakidze, amb la novel·la Guelis peranga (La camias de serp, 1928), i Giorgi Leonidze (1899-1966), amb els poemes Samgori, ambavi Tbilisisa da Samgoris (Samgori, la història de Tbilissi i Samgori, 1950) i Portokhala (Portugal, 1937).
Altres autors foren el dramaturg Shalva Dadiani (1874-1959), Chio Dedabrishvili Arasvispireli (1887-1926), creador del gènere "miniatura"; Mikhail Dzhavakhishvili (1880-1937), qui col·laborà a la revista Iveria i el 1909 edità el diari Eri (Poble), autor dels novel·les Arsene Marabdeli (1930), Jaqow khiznebi (Les favorites de Jaqos, 1925) i Tetri saqelo (Collar blanc, 1924); el gran mestre Luka Rozekaixvili Vaja-Pxavela (1861-1915) amb els poemes Gvelismchameli (El menja-culebres) i Stumarmas pindzeli (L'amfitrió i l'hoste); el poeta Alexander Abasheli (1884-1954), amb Mzis sitsili (Riure del sol, 1913), Antebuli Khervani (Avinguda ardent, 1923) i Mzi da Samshoblo (Sol i país, 1939); Joseb Grishashvili (1889-1965) amb el poema Sabavshvoleksebi (1948); Sergo Kldiashvili (1893-?) amb Provintsiis mtvare (Lluna provinciana, 1924), Perpli (Cendres, 1932), Svanuri motkhrobebi (Cants svanets, 1934) i Irmis Khevi (La vall del cérvol, 1944); Niko Lortkipanidze (1880-1944), autor de Bilikebidar liandagze (Del camí a peu a la via fèrria, 1928); Raindebi (Cavallers, 1923), Mriskhane batoni (L'home enfadat, 1911), Panashvili (cançó de funeral, 1914), Keto (1914) i Tqed qopilis dabruneba (Retorn des de la captivitat, 1944); Demna Xengelaia (1896-1980) amb la novel·la Bata kekija (1933); el poeta Noi Chkhikvadze (1883-1920), Kolau Nadiradze (1895-?) i Karlo Kaladze (1907) amb els poemes Prolemaf, Rogor i Khatidja.
L'arribada dels soviets al poder, curiosament, provocaria un important esclat cultural. Com a músics destacarien Z. Paliev, amb Abesalam da Eteria (1915), Viktor Dolidze amb Leyla i Taissana; M. Balantxivadze amb L'astuta Tamara; Nikoloz Suljanishvili destacà pels seus Guthuri (Cors); Zakaria Peliashvili (1872-1933) fundaria l'òpera georgiana, i Migvinet-Ujutzessi amb Amirani. Però a començament dels anys 30 van dissoldre l'associació de poetes Arifioni. Posteriorment destacaria el poeta Grigol Abashidze (1913), amb Astpursela (1940), Samkhetis sazghvarze (A la frontera sud, 1949), Kornali (1967), i Didi ghame (Gran nit, 1962); el mestre Konstantiné Gamsakhurdia, (1891-1975) amb les novel·les Dionisos ghimili (El somriure de Dionisos, 1925), Didostatis marjvena (La mà del gran mestre, 1938), Mtavaris mstatseva (Fugint amb la lluna, 1938), Vazis qvaviloba (Flor de vinya,1959) i l'obra mestra Davit Aghmashenebeli (David el Constructor, 1946-1958), però posteriorment les seves memòries Mnatobi (Fer, 1963) foren prohibides; Akaki Gatserelia (1909-) amb Muravi (1945) i Chir jurt (1942); Mikhail Mrevlishvili (1904) amb Inon (1926) i Nikoloz Baratashvili (1949); Nodar Dumbadze (1928), director de la revista satírica Niangi (Cocodril); Irakli Abashidze (1909) amb Palestina, Palestina (1964) i Seguint les passes de Shota Rustaveli; el poeta Svimon Txikovani (1902) autor de Simghera Davit Guramishvilze (La cançó de David Guramishvilze, 1944); el narrador Tamaz Txiladze (1931), amb Shuadge (Migdia, 1962) i Gaseirnoba ponis elit (Conduint un carro amb poni, 1961); Aleksander Mirtskhvlava (1903-?) amb els poemes Enguni (1937) i Gangashi (Problemes, 1931); el poeta Otar Txiladze (1933) amb Tamzxiladze (1971); i C. Apkhaïdze (1894-1968).